# WinZip
WinZip là một phần mềm nén tập tin và dữ liệu độc quyền cho Microsoft Windows và Mac OS X, được phát triển bởi WinZip Computing (trước đây là Nico Mak Computing). Ban đầu nó sử dụng định dạng PKZip nhưng cũng có các cấp hỗ trợ cho các định dạng lưu trữ khác.
WinZip có thời gian thẩm định 45 ngày miễn phí, sau đó chương trình vẫn sẽ làm việc ngay cả khi người dùng không đăng ký, mặc dù với chức năng bị giảm đi. Tuy nhiên trong các phiên bản sau này (14 và về sau) tính năng này dường như đã được loại bỏ, mặc dù người dùng có thể bỏ qua điều này bằng cách tải về phiên bản trước đó.